# Бейкер, Марта
Марта Бейкер (англ. Martha Susan Baker; 1871—1911) — американская художница и педагог.

## Биография
Родилась 25 декабря 1871 года в Эвансвилле, штат Индиана.
Изучала искусство в Школе художественного института Чикаго, где впоследствии преподавала.
Она написала и проиллюстрировала большое количество статей для The Sketch Book: A magazine Devoted to the Fine Arts — чикагского журнала, посвященного изобразительному искусству.
Участвовала в выставках, представляла свои работы от штата Иллинойс на Всемирной (Колумбовой) выставке 1893 года в Чикаго.
Марта Бейкер написала одну из восьми фресок, созданных на десятом этаже Здания изящных искусств в Чикаго, находящегося по адресу 410 South Michigan Avenue.
В 1903 году она участвовала в числе «Jury of Selection» ежегодной выставки Лиги студентов-художников Чикаго.
Умерла 21 декабря 1911 года в Чикаго.
Несмотря на свою короткую жизнь, художница создала много работ, которые находятся в Библиотеке редких книг и рукописей Бейнеке Йельского университета, Художественном музее Цинциннати, Кливлендском художественном музее, Смитсоновском музее американского искусства, Метрополитен-музее.